# Церовець-при-Шмарю
Церовець-при-Шмарю (словен. Cerovec pri Šmarju) — поселення в общині Шмарє-при-Єлшах, Савинський регіон, Словенія. 
Висота над рівнем моря: 346,3 м.